# Политические партии Турции
Турция является президентской демократией с многопартийной системой. В этой статье указаны основные партии, представленные в парламенте, и малые партии, которые удовлетворяют требованиям Верховной избирательной комиссии (тур. Yüksek Seçim Kurulu in Turkish, YSK) и включённые в бюллетень для голосования на выборах. На начало 2023 года в стране действуют 122 политические партии.

## Основные партии
В настоящее время в парламенте Турции представлены девять партий.
| Название | Название                                                                                                | Год  | Лидер                            | Идеология | Парламент | Интернационал |
| -------- | --- | ---- | -------------------------------- | --- | --------- | ------------- |
|          | Партия справедливости и развития тур. Adalet ve Kalkınma Partisi, AK Parti                              | 2001 | Реджеп Тайип Эрдоган             | Правые; социальный консерватизм, экономический либерализм, консервативная демократия                                | 312       | АЕКР          |
|          | Республиканская народная партия тур. Cumhuriyet Halk Partisi, CHP                                       | 1923 | Кемаль Кылычдароглу              | Левоцентризм; кемализм, демократический социализм, социал-демократия, секуляризм                                    | 127       | ПА, СИ, ПЕС   |
|          | Партия национального действия тур. Milliyetçi Hareket Partisi, MHP                                      | 1969 | Девлет Бахчели                   | Крайне правые; турецкий национализм, пантюркизм, неофашизм, туранизм, евроскептицизм                                | 52        | —             |
|          | Народная демократическая партия тур. Halkların Demokratik Partisi, HDP курд. Partiya Demokratik a Gelan | 2012 | Селяхаттин Демирташ              | Левые; демократический социализм, защита окружающей среды, прямая демократия, права меньшинств, интернационализм    | 27        | —             |
|          | Анатолийская партия тур. Anadolu Partisi, AnaParti                                                      | 2014 | Эмине Улькер Тархан              | Левоцентризм; турецкий национализм, защита окружающей среды, социал-демократия, прогрессивизм, кемализм, секуляризм | 1         | —             |
|          | Партия нации и справедливости тур. Millet ve Adalet Partisi, MİLAD                                      | 2014 | Идрис Наим Шахин Мехмет Боздемир | Либеральный национализм, популизм                                                                                   | 1         | —             |
|          | Демократическая прогрессивная партия тур. Demokratik Gelişim Partisi, DGP                               | 2014 | Идрис Бал                        | Правые; хизметизм, либеральный консерватизм                                                                         | 1         | —             |
|          | Партия электронной демократии тур. Elektronik Demokrasi Partisi, EDP или e-Parti                        | 2014 | Эмрехан Халыджи                  | Центризм; электронная демократия, прямая демократия, либерализм, кемализм                                           | 1         | —             |
|          | Демократическая партия народов тур. Demokratik Bölgeler Partisi, DBP курд. Partiya Herêman a Demokratîk | 2014 | Эмине Айна                       | Левоцентризм, левые; демократический социализм, курдский национализм, права меньшинств, феминизм, евроинтеграция    | 1         | СИ, ПЕС       |

## Малые партии
Зарегистрированные партии, не представленные в парламенте.
- Демократическая партия (тур. Demokrat Parti, DP; 1983). Правый центр, турецкий национализм, либеральный национализм, либеральный консерватизм, либерализм, кемализм. Создана Сулейманом Демирелем как Партия верного пути на базе запрещённой Партии справедливости. Современное название с 2007 года. Была правящей партией в 1991—1996 годах.
- Партия Отечества (тур. Anavatan Partisi; 1983). Правый центр., турецкий национализм, экономический либерализм, либеральный консерватизм, консерватизм, евроинтеграция. Организована Тургутом Озалом, заместителем премьер-министра Турции в военном правительстве 1980—1982. Правящая с 1983 по 1989. В 2009 году объединилась с Демократической партией. Восстановлена в 2011 году.
- Демократическая левая партия (тур. Demokratik Sol Parti — DSP; 1985). Левый центр, социал-демократия, кемализм, секуляризм. Создана сторонниками бывшего премьер-министра Бюлента Эджевита.
- Трудовая партия (тур. İşçi Partisi, İP; 1992). Научный социализм, антимпериализм, национально-демократическая революция, кемализм, маоизм, национализм. Возникла на базе Революционной рабоче-крестьянской партии Турции, Рабоче-крестьянской партии Турции, Социалистической партии рабочих и крестьян, Социалистической рабоче-крестьянской партии и Социалистической партии.
- Национальная партия (тур. Millet Partisi, MP; 1992). Правая, консерватизм, национализм. Создана на базе Реформистской демократической партии.
- Партия великого союза (тур. Büyük Birlik Partisi, BBP; 1993). Крайне правые, суннитский исламизм, консерватизм, турецкий национализм. Создана правым крылом Националистической партии, которая после раскола была переименована Партию национального действия.
- Либерально-демократическая партия (тур. Liberal Demokrat Parti, LDP; 1994). Либерализм. Создана после смерти президента Турции Тургута Озала его советником бизнесменом Бесимом Тибуком.
- Партия свободы и солидарности (тур. Özgürlük ve Dayanışma Partisi, ÖDP; 1996). Левые, демократический социализм, либертарный социализм, феминизм, экосоциализм, антинационализм, антимилитаризм. Основана в результате слияния маоистской организации «Революционный путь», Объединённой соцпартии, троцкистской организации «Новый путь», Организации освобождения Турции и Северного Курдистана и других левых организаций. Внутри партии действует несколько течений: Либертарная социалистическая платформа (создана на базе «Революционного пути»), «Революционная солидарность» и «Новый путь» (турецкая секция Четвёртого интернационала). Входит в Европейские антикапиталистические левые и Европейские левые.
- Рабочая партия (тур. Emek Partisi, EMEP; 1996). Крайне левая, марксизм-ленинизм, научный социализм. Создана как Партия труда (тур. Emeğin Partisi, EMEP) на базе запрещённой Рабочей партии. Современное название с 2005 года, после того как Европейский суд по правам человека признал запрет нарушающим статью 11-ю Европейской конвенции по правам человека. Входит в Международную конференцию марксистско-ленинских партий и организаций (Единство и Борьба).
- Революционная социалистическая рабочая партия (тур. Devrimci Sosyalist İşçi Partisi, DSİP; 1997). Троцкизм. Создана на базе журнала «Социалистический рабочий». Член Международной социалистической тенденции.
- Альтернативная партия (тур. Alternatif Parti, ALPA или AL PARTİ; 1998). Правый центр, кемализм, турецкий национализм, секуляризм.
- Партия счастья (тур. Saadet Partisi, SP; 2001). Крайне правые, суннитский исламизм, консерватизм, «Милли Гёрюш», антиатлантизм, антиевропеизм. Создана консервативным крылом Партии добродетели после её запрета.
- Независимая партия Турции (тур. Bağımsız Türkiye Partisi, BTP; 2001). Правая, консерватизм, турецкий национализм, экономическая независимость, социальное национальное государство, исламизм. Основана профессором доктором Хайдаром Башем.
- Социальная демократическая партия (тур. Toplumcu Demokratik Parti, TDP; 2002). Социал-демократия. Основана в результате раскола Демократической левой партии.
- Социалистическая демократическая партия (тур. Sosyalist Demokrasi Partisi, SDP; 2002). Социалистическая демократия, марксизм-ленинизм, интернационализм. Создана на базе Платформы социалистического действия (фракция Партии свободы и солидарности).
- Партия права и свободы (тур. Hak ve Özgürlükler Partisi, HAK-PAR; 2002). Левый центр, курдский национализм.
- Партия «Родина» (тур. Yurt Partisi; 2002). Правая, консерватизм, национальный консерватизм.
- Независимая республиканская партия (тур. Bağımsız Cumhuriyet Partisi, BCP; 2002). Левый центр, кемализм.
- Молодая партия (тур. Genç Parti, GP; 2002). Правый центр, правый популизм, национализм, этатизм, секуляризм, республиканизм.
- Партия рабочего движения (тур. Emekçi Hareket Partisi, EHP; 2004). Крайне левая, марксизм-ленинизм, научный социализм. Создана в результате раскола Социалистической демократической партии.
- Партия народного возрождения (тур. Halkın Yükselişi Partisi, HYP; 2005). Центризм, кемализм, социал-демократия, национализм. Создана на базе Движения народного возрождения известного учёного-богослова, профессора Стамбульского университета Яшара Нури Озтюрка.
- Народная освободительная партия (тур. Halkın Kurtuluş Partisi, HKP; 2005). Коммунизм, марксизм, ленинизм.
- Партия рабочего братства (тур. İşçi Kardeşliği Partisi; 2006). Левый центр, социализм, братство народов, защита прав трудящихся.
- Партия демократического участия (тур. Katılımcı Demokrasi Partisi, KDP или KADEP; 2006). Курдский национализм. федерализм.
- Турецкая партия защиты права (тур. Türkiye Müdafa i Hukuk Partisi, TMHP; 2006). Правый центр, либерализм.
- Революционная рабочая партия (тур. Devrimci İşçi Partisi, DİP; 2007). Коммунизм, троцкизм, революционный марксизм. Член Координационного комитета по переоснования Четвёртого Интернационала.
- Партия истинного пути (тур. Doğru Yol Partisi, DYP; 2007). Правый центр, турецкий национализм, экономический либерализм, консерватизм.
- Партия права и равенства (тур. Hak ве Eşitlik Partisi, Hepar; 2008). Третий путь, турецкий национализм, популизм, социальная справедливость.
- Партия права и истины (тур. Hak ve Hakikat Partisi, HAK PARTİ; 2008). Крайне правая, исламизм, консерватизм, социальная справедливость.
- Движение за перемены в Турции (тур. Türkiye Değişim Hareketi, TDH; 2009). Социал-демократия.
- Народная партия (тур. Ulusal Parti; 2010). Третий путь, турецкий национализм, социализм, кемализм, пантюркизм, антиимпериализм, антифундаментализм, антикапитализм, антисепаратизм.
- Социалистическая партия угнетённых (тур. Ezilenlerin Sosyalist Partisi, ESP; 2010). Крайне левая, марксизм-ленинизм.
- Партия реформ для социального примирения и развития (тур. Toplumsal Uzlaşma Reform ve Kalkınma Partisi, TURK PARTİ; 2010). Центризм, социальный мир, реформизм, справедливость, равенство, свобода, национализм, солидарность.
- Националистическая партия Турции (тур. Milliyetçi Türkiye Partisi, MTP; 2011). Турецкий национализм.
- Революционная народная партия (тур. Devrimci Halk Partisi, DEV-PARTİ; 2011). Левый центр, социализм.
- Социал-демократическая партия (тур. Sosyal Demokrat Parti, SODEP; 2011). Левый центр, социал-демократия. Создана группой членов Партии равенства и демократии.
- Зелёная и левая партия будущего (тур. Yeşiller ve Sol Gelecek Partisi, YSGP; 2012). Левые, либертарный социализм, зелёная политика, антикапитализм, альтерглобализм, прямая демократия, секуляризм, трансфеминизм. Образована в результате слияния Партии зелёных и Партии равенства и демократии.
- Партия «Беспрепятственная Турция» (тур. Yeşiller ve Sol Gelecek Partisi, YSGP; 2012). Защита права инвалидов.
- Партия права и справедливости (тур. Hak ve Adalet Partisi, HAP; 2013). Турецкий национализм и патриотизм, популизм, кемализм, социальная справедливость.
- Партия Гези (тур. Gezi Partisi; 2013). Защита окружающей среды. Создана после выступлений в защиту парка Таксим-Гези.
- Партия бесплатных дел (тур. Hür Dava Partisi, HÜDA PAR; 2013). Правая, исламская демократия, панисламизм, консерватизм, социальная справедливость. Создана бывшими активистами курдской «Хезболлы». Членами партии в основном являются курдские сунниты.
- Партия консервативного возрождения (тур. Muhafazakar Yükseliş Partisi, MYP; 2013). Турецкий национализм, консерватизм. Создана на базе Националистической и консервативной партии.
- Социалистическая партия переоснования (тур. Sosyalist Yeniden Kuruluş Partisi, SYKP; 2013). Марксизм-ленинизм, интернационализм, экосоциализм, феминизм. Создана в результате объединения Социальной партии свободных инициатив, Социалистической рабочей партии, Социалистической партии будущего и Социалистического единого движения.
- Коммунистическая партия (тур. Komünist Partisi, KP; 2014). Крайне левые, коммунизм, марксизм-ленинизм. Создана в результате раскола Компартии Турции. Входит в Международное совещание коммунистических и рабочих партий и объединений «Инициатива коммунистических и рабочих партий».
- Народная коммунистическая партия Турции (тур. Halkın Türkiye Komünist Partisi, HTKP; 2014). Крайне левые, коммунизм, марксизм-ленинизм. Создана в результате раскола Компартии Турции.
- Партия центра (тур. Merkez Parti; 2014). Центр, социал-демократия, либерализм, евроскептицизм, независимость от МВФ, упрощение налоговой системы, борьба с бедностью, антисепаратизм. Создана на базе Движения «Голос народа» группой политиков из Партии Отечества, Партии национального действия и Демократической левой партии.
- Партия национальной борьбы (тур. Milli Mücadele Partisi, MMP; 2014). Правая, турецкий национализм, кемализм.

## Прекратившие существование партии
- Комитет «Единение и прогресс» (тур. İttihat ve Terakki Cemiyeti; 1889—1918). Пантюркизм, реформизм. Создано как тайное общество студентов-медиков «Комитет османского единства» (тур. İttihad-ı Osmanî Cemiyeti). Позже преобразовано в политическую организацию, став со временем официальной политической партией. В период распада Османской империи объединились с младотурками. Правящая партия с момента Младотурецкой революции в 1908 году и до роспуска султаном Мехмедом VI в 1918 году.
- Коммунистическая партия Турции (тур. Türkiye Komünist Partisi, TKP; 1920—1987). Левые, коммунизм. Первая в Турции легальная компартия. Создана в результате слияния ряда мелких левых партий. Преобразована в Объединённую коммунистическую партию Турции.
- Прогрессивная республиканская партия (тур. Terakkiperver Cumhuriyet Fırkası, TCF; 1924—1925). Правый центр, либеральный консерватизм, либерализм, западничество. Создана генералом Кязымом Карабекиром по просьбе Мустафы Кемаля. Запрещена после восстания шейха Саида.
- Свободная республиканская партия (тур. Serbest Cumhuriyet Fırkası, SCF; 1930). Правый центр, либерализм. Создана во время либерализации и ликвидации однопартийной системы, связанной с ростом недовольства в период Великой депрессии. Просуществовав всего три месяца была распущена властями, опасавшихся что новая партия будет тормозить реформы Ататюрка.
- Партия национального развития (тур. Milli Kalkınma Partisi; 1945—1958). Первая в послевоенной Турции легальная оппозиционная партия. Либерализм, этатизм, парламентаризм. Распущена после смерти своего лидера турецкого бизнесмена Нури Демирага.
- Демократическая партия (тур. Demokrat Parti, DP; 1946—1961). Правый центр, либеральный консерватизм, экономический либерализм. Создана в период послевоенной либерализации и ликвидации однопартийной системы. Выиграла выборы 1950, 1954 и 1957 годов, находилась у власти с 1950 по 1960 год, когда была распущена после военного переворота.
- Национальная партия (тур. Millet Partisi, MP; 1948—1953). Крайне правые, турецкий национализм, консерватизм. Создана на базе консервативного крыла Демократической партии. Запрещена за антисветскость своей политики.
- Республиканская национальная партия (тур. Cumhuriyetçi Millet Partisi, CMP; 1954—1958). Крайне правые, турецкий национализм. Основана членами закрытой Национальной партии. Объединилась с Турецкой крестьянской партией.
- Республиканская крестьянская национальная партия (тур. Cumhuriyetçi Köylü Millet Partisi, CKMP; 1958—1969). Крайне правые, турецкий национализм, пантюркизм, туранизм, движение за аграрную реформу. Была создана в результате объединения Республиканской национальной и Турецкой крестьянской партий. Преобразована в Партию национального действия.
- Партия «Новая Турция» (тур. Yeni Türkiye Partisi, YTP; 1961—1973). Создана группой бывших членов Демократической партии, распущенной после военного переворота 1960 года.
- Партия справедливости (тур. Adalet Partisi, AP; 1961—1981). Правый центр, кемализм, либеральный консерватизм, либерализм, атлантизм. Создана на базе распущенной после переворота 1960 года Демократической партии. Выиграла выборы 1965 и 1969 года. Её лидер Сулейман Демирель 4 раза становился главой правительства Турции. Распущена после переворота 1980 года.
- Рабочая партия Турции (тур. Türkiye İşçi Partisi, TİP; 1961—1987). Левые, научный социализм, марксизм. Основана группой профсоюзных активистов. Запрещалась после переворотов 1971 и 1980 годов. Влилась в Объединённую компартию.
- Революционная рабоче-крестьянская партия Турции (TİİKP) (тур.  Türkiye İhtilâlci İşçi Köylü Partisi, TİİKP ; 1971—1974). Левые, коммунизм, маоизм. Нелегальная партия, образованная группой Proleter Devrimci Aydınlık («Пролетарское революционное просвещение»), отделившейся от «Федерации революционной молодежи Турции» (тур. Dev-Genç). В 1974 году преобразована в «Рабоче-крестьянскую партию Турции» (тур. Türkiye İşçi Köylü Partisi, TİKP), которая стала легальной партией и позднее была преобразована в «Социалистическую партию» (тур.  Sosyalist Partisi, SP).
- Социалистическая рабочая партия Турции (тур. Türkiye Sosyalist İşçi Partisi, TSİP; 1974—1993). Левые, социализм. Запрещена после переворота 1980 года. Члены партии вступили в Социалистическую единую партию и Соцпартию Турции.
- Коммунистическая партия Турции/марксистско-ленинская — Движение (тур. Türkiye Komünist Partisi/Marksist-Leninist - Hareketi; 1976—1987). Образована в результате раскола в Компартии Турции/марксистско-ленинской. Первоначально маоистская, позднее ходжаистская. Объединилась в Марксистско-ленинскую компартию.
- Социал-демократическая народная партия (тур. Sosyaldemokrat Halkçı Parti, SHP; 1983—1995). Левый центр, социал-демократия, кемализм, секуляризм. Создана как Народная партия вместо запрещённой после переворота 1980 года Республиканской народной партии, сменила название в 1985 году после объединения с Партией социальной демократии. Влилась в возрождённую Республиканскую народную партию.
- Реформистская демократическая партия (тур. Islahatçı Demokrasi Partisi, IDP; 1984—1992). Правая, национализм, консерватизм. Преобразованная в Национальную партию.
- Объединённая коммунистическая партия Турции (тур. Türkiye Birleşik Komünist Partisi, TBKP; 1987—1991). Создана в результате слияния Рабочей партии Турции и Компартии Турции. Преобразована в Социалистическую единую партию.
- Демократическая партия (тур. Demokrasi Partisi, DEP; 1991—1994). Левый центр, курдский национализм. Создана на базе Народной трудовой партии. Запрещена. Стала основой для создания Народно-демократической партии.
- Социалистическая единая партия (тур. Sosyalist Birlik Partisi, SBP; 1991—1995). Создана в результате объединения Объединённой компартии, Социалистической рабочей партии и Социалистической партии. Закрыта решением Конституционного суда Турции. Подавляющее большинство членов присоединились к Объединённой соцпартии.
- Социалистическая партия Турции (тур. Sosyalist Türkiye Partisi, STP; 1992—1993). Левые, социализм, коммунизм. Закрыта решением Конституционного суда Турции за позицию по курдскому вопросу. Члены партии приняли участие в создании Партии социалистической власти.
- Новая партия (тур. Yeni Parti; 1993—1997). Правый центр, либерализм. Создана после смерти президента Тургута Озала его племянником Юсуфом Озалом. Объединилась с Демократической партией.
- Партия социалистической власти (тур. Sosyalist İktidar Partisi, SİP; 1993—2001). Левые, социализм, коммунизм, антиимпериализм, коллективизм, борьба с исламским фундаментализмом, независимость от капитализма. Организована членами запрещённой Соцпартии Турции на базе журнала «Социалистическая власть» (тур. Sosyalist İktidar). Преобразована в Компартию Турции.
- Объединённая социалистическая партия (тур. Birleşik Sosyalist Parti, BSP; 1994—1996). Создана в результате слияния ряда левых групп при участии членов Социалистической единой партии. Слилась с Партией свободы и солидарности.
- Народно-демократическая партия (тур. Halkın Demokrasi Partisi, HADEP; 1994—2003). Левый центр, курдский национализм. Создана на базе Демократической партии. Запрещена. Объединилась с Демократической народной партией.
- Демократическая народная партия (тур. Demokratik Halk Partisi, DEHAP; 1997—2005). Крайне левая, курдский национализм.
- Коммунистическая партия Турции (тур. Türkiye Komünist Partisi, TKP; 2001—2014). Крайне левые, коммунизм, марксизм-ленинизм, антиимпериализм, коллективизм, борьба с исламским фундаментализмом, антикапитализм. Создана на базе Партии социалистической власти. Раскололась на Коммунистическую партию и Коммунистическую народную партию.
- Социал-демократическая народная партия (тур. Sosyaldemokrat Halk Partisi, SHP; 2002—2010). Левый центр, левый либерализм, социал-демократия. Создана бывшим мэром Анкары и министром иностранных дел Муратом Караялчином, вышедшим из Республиканской народной партии. Влилась в Партию равенства и демократии.
- Партия демократического общества (тур. Demokratik Toplum Partisi, DTP; 2002—2010). Левый центр, социал-демократия, курдский национализм. Создана на базе Демократической народной партии. Закрыта по решению Конституционного суда. Стала основой для создания Партии мира и демократии. Была наблюдателем в Социнтерне и Партии европейских социалистов.
- Новая партия (тур. Yeni Parti; 2008—2012). Левый центр, национализм, кемализм. Объединилась с Партией права и равенства.
- Партия мира и демократии (тур. Barış ve Demokrasi Partisi, BDP, курд. Partiya Aştî û Demokrasiyê; 2008—2014). Левый центр; социал-демократия, права курдского меньшинства, курдский национализм, феминизм. Создана на основе распущенной властями Партии демократического общества. Объединилась с Народной демократической партией. Была консультативным членом Социнтерна и наблюдатель в Партии европейских социалистов.
- Партия равенства и демократии (тур. Eşitlik ve Demokrasi Partisi, EDP; 2010—2012). Левый центр, левое либертарианство, социальный либерализм. Объединилась с Партией зелёных в партию Зелёная и левая партия будущего.
- Националистическая и консервативная партия (тур. Milliyetçi ve Muhafazakar Parti, MMP; 2010—2013). Турецкий национализм, консерватизм. Преобразована в Партию консервативного возрождения.